# 斯圖伊弗

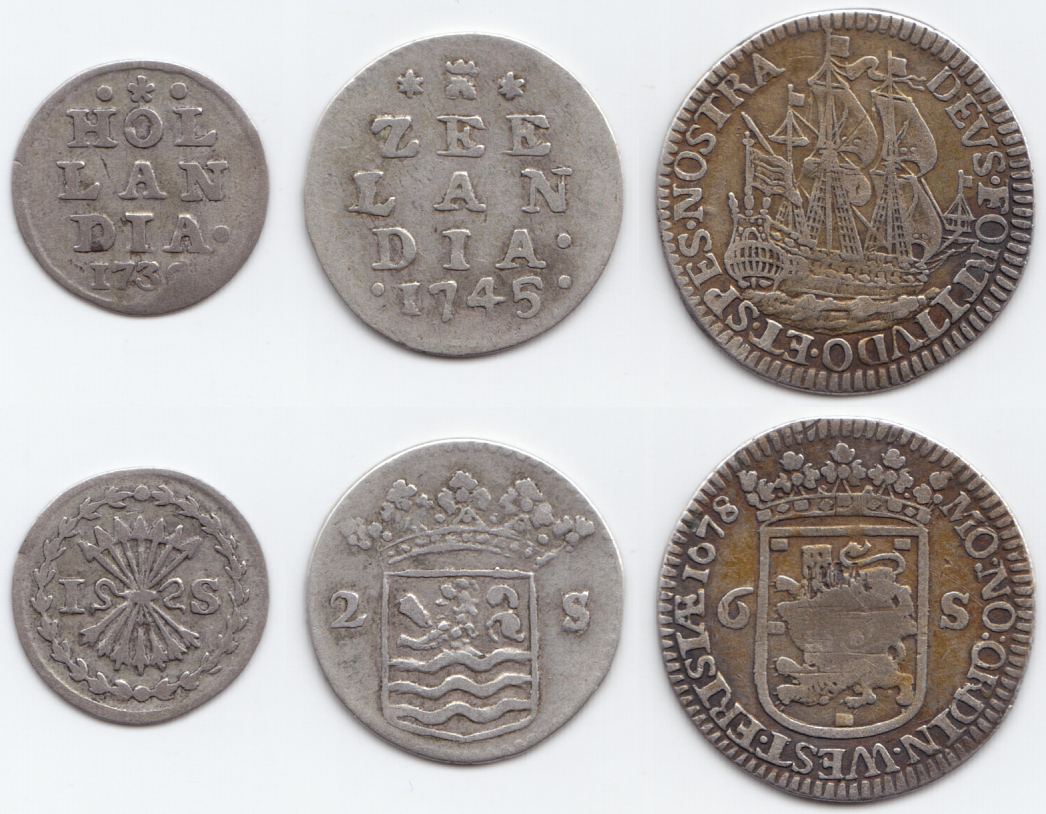
荷蘭共和國銀幣：1斯圖伊弗(荷蘭，1739年，重0.65克), 2斯圖伊弗(紐西蘭，重1.82克), 6斯圖伊弗(西弗里斯蘭，1678年，重3.11克)。

斯圖伊弗（荷蘭語:stuiver，發音:[stœy.vər]）是荷兰使用的硬币，价值為1⁄20荷兰盾（16荷蘭芬尼（penning）或 8杜伊特，之後的 5 分）。它也在下莱茵地区和荷兰殖民地铸造。这个词在現在荷蘭語中可以代指5欧分硬币，尽管其价值是旧硬币的两倍多，但它的直径和颜色几乎與舊硬幣完全相同。

## 荷兰
Stüber源于vierlander （“四个省的硬币”），勃艮第的菲利普三世从 1434 年开始铸造，作为布拉班特、佛兰德斯省、荷兰省和埃诺省( Hennegau ) 的共同貨幣，其价值为1⁄20莱茵古爾登(Rhenish gulden)，它相当于 3 布拉班特普拉肯、2佛蘭芒格罗滕、16荷兰芬尼或 1阿圖瓦先令。 
而“stuiver”这个名字源自荷兰语Stuiven （“飞舞的火花”），因为早期佛兰德斯的斯圖伊弗被描述为“金羊毛项圈上产生火花的燧石”。二十斯图伊弗相当于一个荷兰盾。它一直流通到拿破仑战争时期。 1818 年，荷兰将貨幣十进制化，改为 100 分。两个 Stuivers 等于 1 个dubbeltje （十分）。  荷兰货币十进制化后，“stuiver”这个名字被保留为五分硬币的昵称，直到 2002 年欧元推出这个词仍然可以指5欧分硬币，尽管其价值是旧硬币的两倍多，但它的直径和颜色几乎完全相同。   

## 神圣罗马帝国
德語中的Stüber （缩写：stbr.）或Stüver，指的是一种小格罗申硬币，大约从15世纪末到19世纪初在德语区西北部铸造，特别是在今天的北莱茵-威斯特法伦和东弗里西亚县。
在下莱茵河地区，这些硬币的价值大多为1+1⁄3阿不思(albus)或 16海勒，在克利夫斯則是21海勒。 1 枚帝國泰勒相当于 60 个Stüber 。 

## 欧洲殖民地
从1660年起，荷兰东印度公司（VOC）开始铸造斯图弗铜币供荷屬锡兰当地使用。起初，硬币的两面都简单地印有面额，但从 1783 年开始，添加了 VOC 字母组合和日期。这些硬币是在科伦坡、贾夫纳、加勒和亭可马里铸造的。这些硬币一直发行到 1796 年英国占领为止。斯蒂弗（stiver) 則是一种在 18 世纪和 19 世纪的斯里兰卡和加勒比地区使用的货币面额 (1⁄48锡兰瑞克斯元），特别是在荷兰、丹屬西印度群島和瑞典美洲殖民地上。它也是构成德梅拉拉-埃塞奎博（Demerara-Essequibo，后来的英属圭亚那）货币体系一部分的一个面额。在英国殖民地，一钱币价值两便士。 

## 奥地利
Stüber这个名字也被认为是一种硬币，它原定是1924年推出的奥地利先令的輔幣名稱；不过，最终还是选择了Groschen(格羅申)这个名字。 

## 圖片

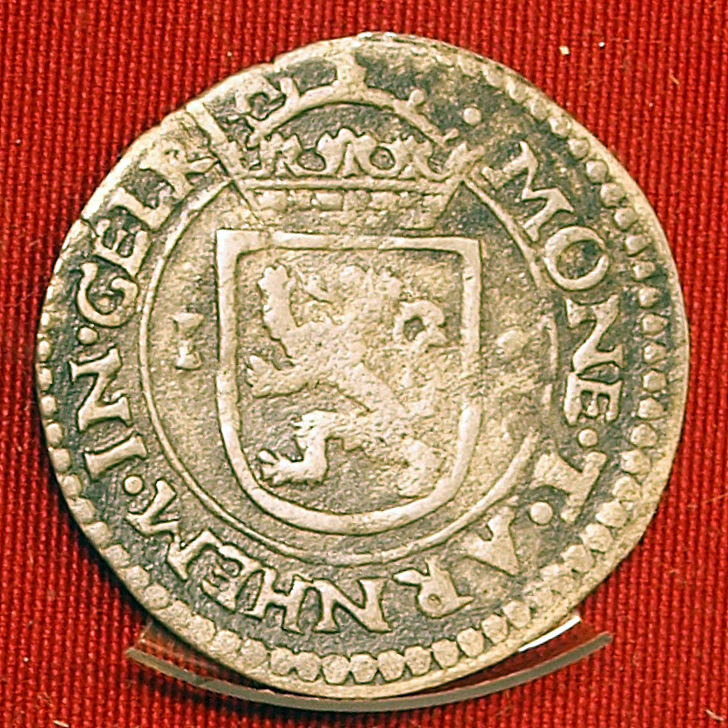
1598年阿纳姆的斯圖伊弗。
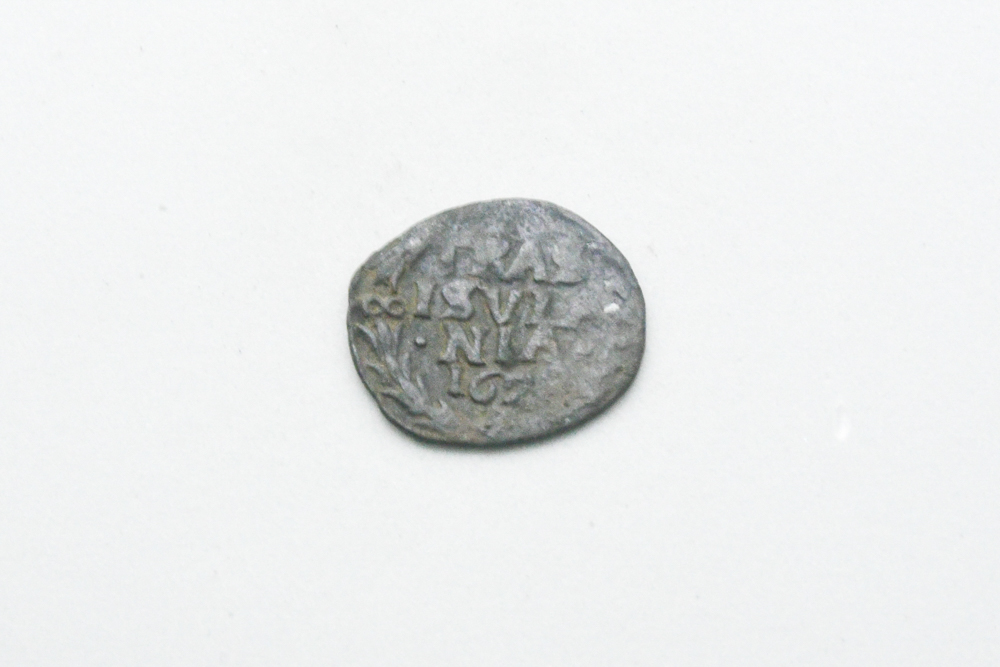
上艾瑟尔省的斯圖伊弗银币，1628 年。
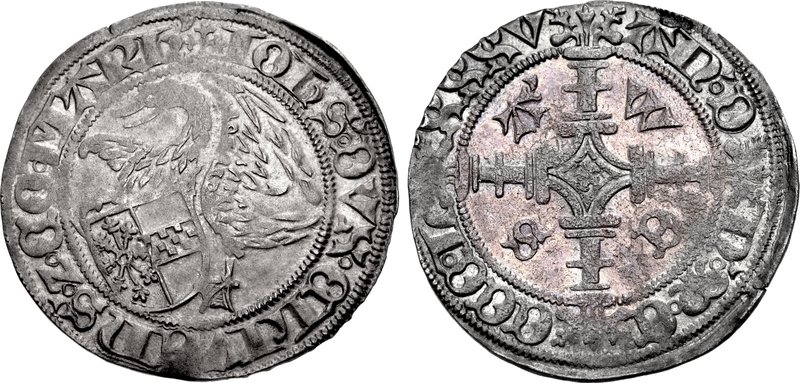
Schwanenstüber, 1485,克利夫斯公国
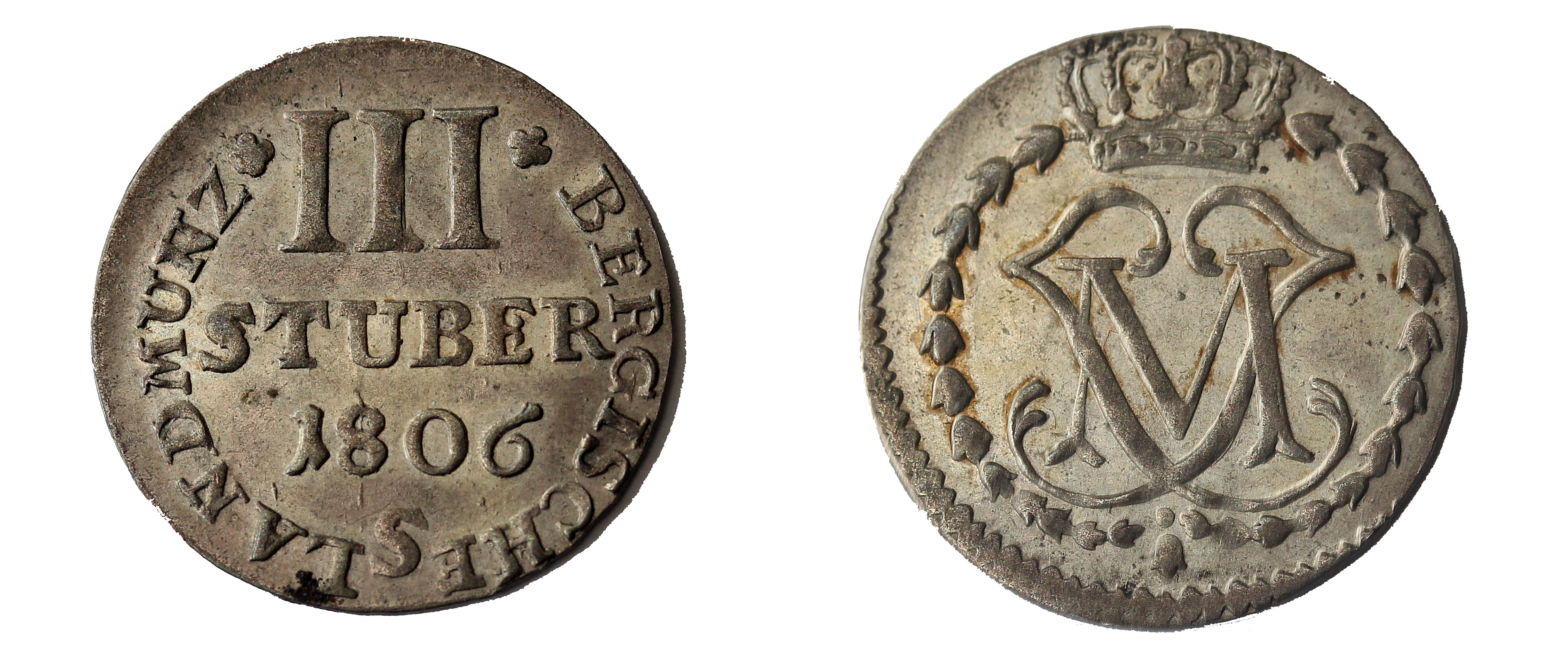
3斯圖伊弗，貝格伯國, 1806年
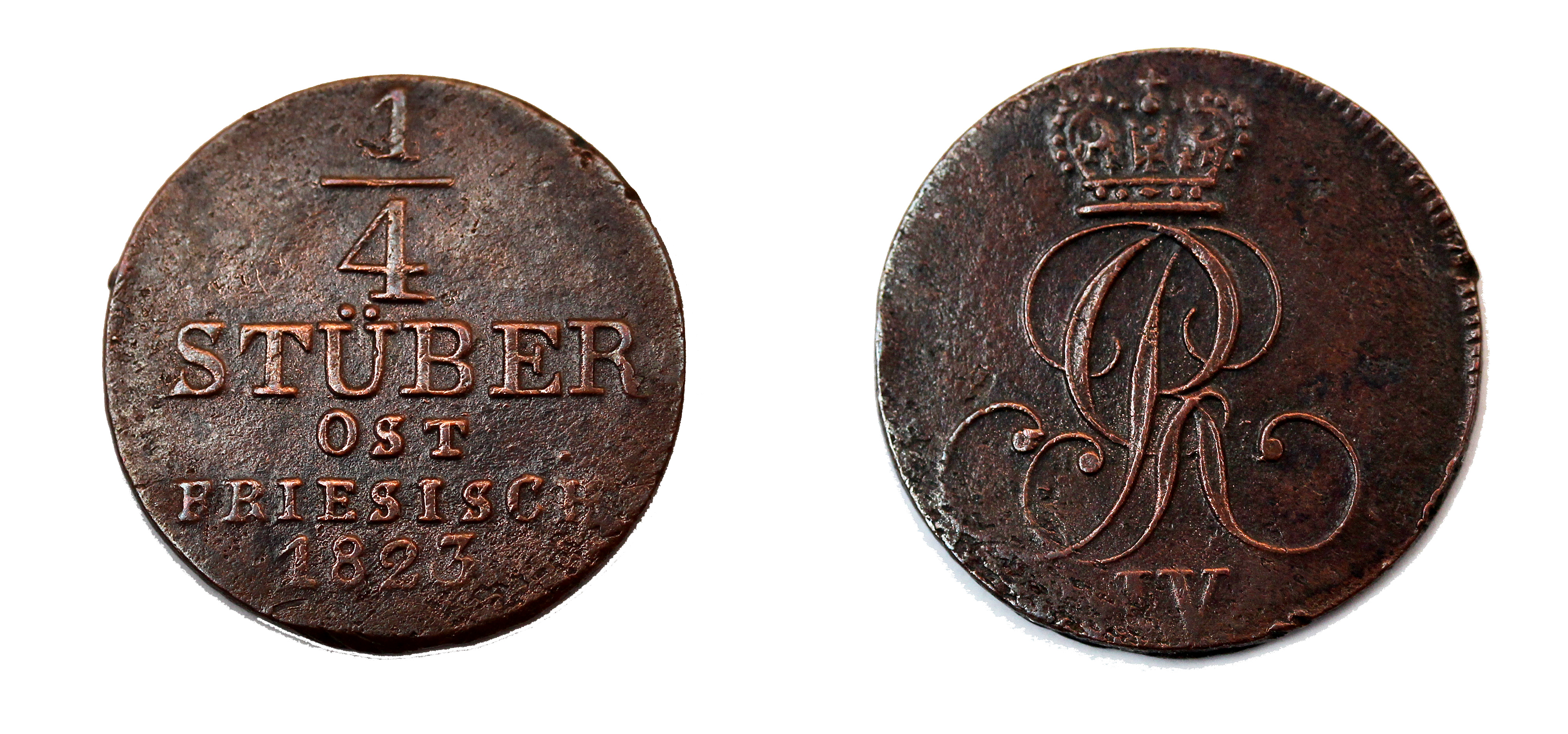
1⁄4 施图伯，汉诺威為东弗里西亚，1823 年

## 文獻
1. ↑  K. Lemmens.  (PDF): 26–28. 1998  [2021-11-28]. （原始内容存档 (PDF)于2021-11-27） （荷兰语）.
2. ↑  . KNM.   [2023-11-09]. （原始内容存档于2023-11-09）.
3. ↑  Van Gelder, Hendrik Enno. . 22 November 2017. OCLC 458375109.
4. ↑  .   [2014-05-17]. （原始内容存档于2020-11-27）.
5. ↑  . NRC. 15 February 2014  [2023-11-09]. （原始内容存档于2023-11-09）.
6. ↑  . krant.telegraaf.nl.   [2023-11-09]. （原始内容存档于2023-11-09）.
7. ↑  . 6 July 2014  [2023-11-09]. （原始内容存档于2021-03-08）.
8. ↑  Alfred Noss. : S. 1–46. 1892  [2021-11-28]. （原始内容存档于2023-03-30）.
9. ↑  Lucassen, Jan. . Peter Lang. 2007: 253. ISBN 9783039107827.
10. ↑  From Stüber to Groschen. In: Linzer Volksblatt, 20 December 1924, p. 4 (Online at ANNO)

- 海因茨·冯勒、格哈德·吉罗、威利·昂格尔：钱币。柏林 1988 年。
- Helmut Kahnt： Das große Münzlexikon von A bis Z 。雷根斯托夫 2005。
- 汉斯·斯佩思： Der Münzfund von Kirchhellen。 Ein Beitrag zur Systematik des Emmericher Stüber 。 Kreß 和 Hornung，慕尼黑，1941 年。